# Alphonse Gemuseus
Alphonse Gemuseus (Basel, 8 de maio de 1898 - 28 de janeiro de 1981) foi um ginete suíço, especialista em saltos, campeão olímpico.

## Carreira
Alphonse Gemuseus representou seu país nos Jogos Olímpicos de 1924 e 1928, na qual conquistou a medalha de ouro nos saltos individual, e prata por equipes, em 1924.